# Roman Majewski
Roman Majewski (ur. 18 września 1962 w Tuszynie) – zakonnik, paulin, w latach 2008 – 2014 przeor klasztoru na Jasnej Górze.
Po rocznym nowicjacie złożył 8 września 1983 śluby zakonne. Święcenia kapłańskie przyjął 20 maja 1989 na Jasnej Górze z rąk biskupa Stanisława Nowaka. W latach 1995–1999 był dyrektorem programowym, a przez kolejne lata dyrektorem Radia Jasna Góra. 23 kwietnia 2008 objął urząd przeora Jasnej Góry, a 2 kwietnia 2011 został wybrany na kolejną kadencję. Pochodzi z parafii św. Witalisa w Tuszynie k. Łodzi. Rodzinna miejscowość to Żeromin (położona ok. 4 km na wschód od Tuszyna). Ukończył Technikum Rolnicze w Czarnocinie.
Był duszpasterzem w parafii św. Barbary w Częstochowie.
Od 2018 roku posługuje na Węgrzech.

## Odznaczenia
23 października 2012 w parlamencie w Budapeszcie został odznaczony osobiście przez prezydenta Węgier Jánosa Ádera Krzyżem Średnim Orderu Zasługi Węgier przyznanym na wniosek marszałka parlamentu węgierskiego László Kövéra. Order przyznano mu „w dowód uznania wyjątkowych zasług w dziedzinie pielęgnowania polsko-węgierskich kontaktów historycznych i społecznych”.
W grudniu 2013 otrzymał Srebrny Medal za Zasługi dla Policji.